# Nicole Krauss

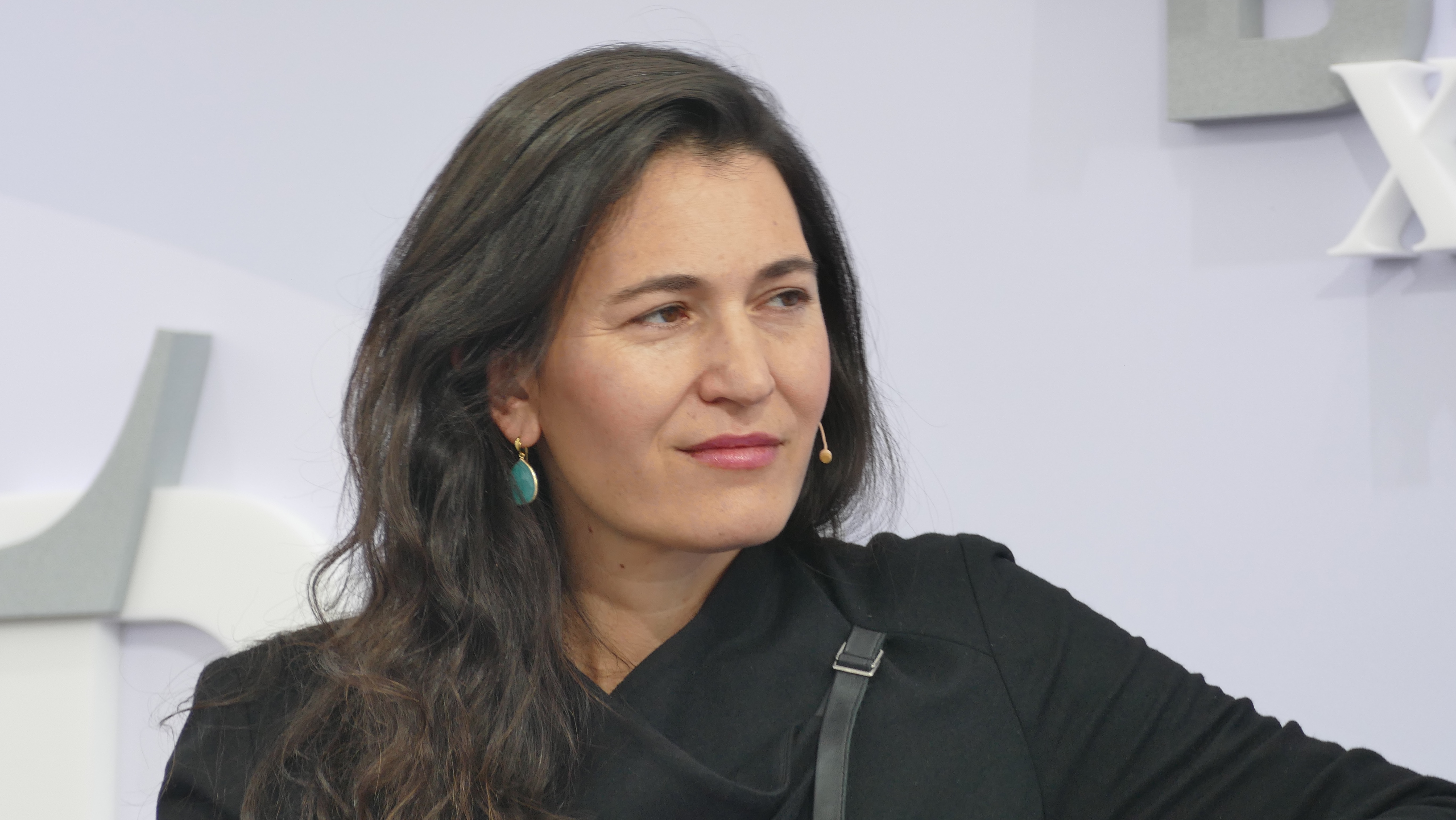
Nicole Krauss (2018)

Nicole Krauss (geboren 18. August 1974 in New York) ist eine US-amerikanische Schriftstellerin.

## Leben
Ihre Großeltern waren Juden, denen es noch gelang – im Gegensatz zu anderen Familienangehörigen – Europa rechtzeitig zu verlassen. Krauss war bis 2014 mit dem Schriftsteller Jonathan Safran Foer verheiratet, mit dem sie zwei Kinder hat.
Nicole Krauss studierte Englische Literatur an der Stanford University und an der University of Oxford (Somerville College). Außerdem studierte sie am Courtauld Institute of Art in London, diese Studien schloss sie mit einer Arbeit über Rembrandt ab.
Bereits während des Studiums begann sie in englischen Literaturzeitschriften Artikel zu veröffentlichen. Ihr literarisches Interesse gilt Rainer Maria Rilke, Zbigniew Herbert und namentlich Joseph Brodsky. Mit letzterem stand Nicole Krauss in regem Briefkontakt. Für die BBC produzierte sie 1999 ein Porträt Brodskys für den Hörfunk. In New York organisierte Nicole Krauss mehrere Lesungen, unter anderem die der Schriftsteller Susan Sontag, Derek Walcott und Jonathan Franzen.
Nicole Krauss griff ihren eigenen familiären Hintergrund in ihrem Roman „Die Geschichte der Liebe“ auf – dieser handelt zum einen von Leo Gursky, der vor über vierzig Jahren der Vernichtung durch die Nationalsozialisten entkam und seiner Jugendliebe Alma nachtrauert, der er noch in Europa ein Buch über die Liebe gewidmet hatte. Zum anderen handelt der Roman von einem vierzehnjährigen Mädchen namens Alma, die ihren Namen der Romanfigur Alma verdankt und nun nachforscht.
Von November 2006 bis Februar 2007 war Nicole Krauss Kolumnistin der Frankfurter Allgemeinen Zeitung. Jeden zweiten Samstag – im Wechsel mit Christian Kracht – erschien eine Kolumne unter dem Titel „Meine Straßen in...“. Ab März 2007 übernahm Jenny Erpenbeck die Kolumne.
2007 war Nicole Krauss Fellow der American Academy in Berlin und arbeitete dort an ihrem dritten Roman. Sie lebt in New York.
2016 erschien die Romanverfilmung Die Geschichte der Liebe, inszeniert von Radu Mihăileanu.
Krauss’ Kurzgeschichtensammlung To Be a Man wurde 2022 mit dem Wingate Literary Prize ausgezeichnet.

## Werke
- Kommt ein Mann ins Zimmer (Man Walks Into a Room), übers. von Grete Osterwald, Rowohlt, Reinbek 2006, ISBN 3-498-03524-X.
  - als Hörbuch: Ulrich Noethen liest Nicole Krauss, Kommt ein Mann ins Zimmer. Argon-Verlag, Berlin 2006, ISBN 3-86610-187-2. (8 CDs)
- Die Geschichte der Liebe (The History of Love), übers. von Grete Osterwald, Rowohlt, Reinbek 2006, ISBN 3-499-23960-4.
  - als Hörbuch: Dieter Mann liest Nicole Krauss, Die Geschichte der Liebe. Argon-Verlag, Berlin 2006, ISBN 3-86610-187-2 (7 CDs).
- Das große Haus (Great House), übers. von Grete Osterwald, Rowohlt, Reinbek 2011, ISBN 978-3-498-03553-2, ausgezeichnet mit dem Anisfield-Wolf Book Award
- Waldes Dunkel (Forest Dark), übers. von Grete Osterwald, Rowohlt, Reinbek 2018, ISBN 978-3-498-03576-1.
- Ein Mann sein. Stories (To Be a Man), übers. von Grete Osterwald, Rowohlt, Hamburg 2022, ISBN 978-3-498-00238-1.